# Georg Baum (Bergbauingenieur)
Georg Friedrich Baum (* 31. Januar 1871 in Bildstock; † 20. Dezember 1909 in Berlin) war ein deutscher Bergingenieur und Hochschullehrer.

## Leben
Als Sohn eines Fuhrunternehmers in Bildstock besuchte Baum Gymnasien in Saarbrücken, Birkenfeld und  Neustadt an der Haardt. Nachdem er im Herbst 1891 in Neustadt das Abitur bestanden hatte, wurde er unter die  Bergbaubeflissenen aufgenommen. Am 9. September 1892 bestand er die Probegrubenfahrt auf der Grube Heinitz.
Vom 1. Oktober 1892 bis zum 30. September 1893 diente er als Einjährig-Freiwilliger beim  1. Ober-Elsässischen Feldartillerie-Regiment Nr. 15 in der 42. Division. Zugleich  immatrikulierte er sich der  Kaiser-Wilhelms-Universität Straßburg. Am 19. Oktober 1892 wurde er Fuchs im Corps Palaio-Alsatia. Am 11. Februar 1894 recipiert, bewährte er sich als Consenior und Fuchsmajor. Da er zum Studium des Bergbaus an die Bergakademie Berlin wechselte, musste am 29. Oktober 1894 ohne Band entlassen werden; er erhielt es aber schon am 1. August 1896 zurück.
Seit 1896 Bergreferendar, bestand er 1901 die Staatsprüfung für das Höhere Bergfach. Als Bergassessor in Essen begann er zu  publizieren. Im Juli 1905 wurde er mit 34 Jahren o. Professor an der Bergakademie Berlin. Im Vorlesungsverzeichnis für das Studienjahr 1905/06 ist er aufgeführt mit „Allgemeine u. spezielle Bergbaukunde z. T., Entwerfen von Bergwerksanlagen z. T., Einführung in die Bergbaukunde für Hüttenwesen“. Vier Jahre später starb er.

## Veröffentlichungen
- Der Steinkohlenbergbau und seine Gefahren. Stuttgart 1900.
- mit Hugo Hoffmann: Versuche an Wasserhaltungen. Berlin 1905.
- Kohle und Eisen in Nordamerika (Reisebericht). Essen 1908.
- Die Verwertung des Koksofengases, insbesondere seine Verwendung zum Gasmotorenbetriebe. Springer 1904.